# Antony Kay
Antony Roland Kay (Barnsley, 21 ottobre 1982) è un ex calciatore inglese, di ruolo difensore.

## Caratteristiche tecniche
Difensore centrale, in grado di giocare lungo l'asse della mediana davanti alla difesa.

## Carriera

### Club
All'età di 9 anni viene prelevato dal settore giovanile del Barnsley, squadra della sua città natale. Esordisce tra i professionisti il 12 agosto 2000 contro il Norwich City. Il 27 maggio 2006 - nella finale play-off disputata contro lo Swansea - segna il rigore decisivo che consente ai Tykes di accedere in Championship, complice il successivo errore di Alan Tate.
Il 29 giugno 2007 passa a parametro zero al Tranmere.
Dopo aver trascorso tre anni tra le file dell'Huddersfield Town, il 10 agosto 2012 sottoscrive un contratto di due anni con il MK Dons. Il 3 maggio 2015 la squadra viene promossa in Championship.
Libero di accasarsi altrove, il 19 giugno 2016 si lega per mezzo di un contratto biennale al Bury, in League One. Nominato capitano della rosa, esordisce con gli Shakers il 6 agosto contro il Charlton con la fascia al braccio.
Il 28 giugno 2017 viene tesserato dal Port Vale.

### Nazionale
Nel 2001 ha giocato una partita con la nazionale inglese Under-18.

## Statistiche

### Presenze e reti nei club
Statistiche aggiornate al 10 febbraio 2018.
| Stagione                 | Squadra                  | Campionato               | Campionato | Campionato | Coppe nazionali | Coppe nazionali | Coppe nazionali | Coppe continentali | Coppe continentali | Coppe continentali | Altre coppe | Altre coppe | Altre coppe | Totale | Totale |
| Stagione                 | Squadra                  | Comp                     | Pres       | Reti       | Comp            | Pres            | Reti            | Comp               | Pres               | Reti               | Comp        | Pres        | Reti        | Pres   | Reti   |
| ------------------------ | ------------------------ | ------------------------ | ---------- | ---------- | --------------- | --------------- | --------------- | ------------------ | ------------------ | ------------------ | ----------- | ----------- | ----------- | ------ | ------ |
| 2000-2001                | Barnsley                 | FD                       | 7          | 0          | FACup+CdL       | 0               | 0               | -                  | -                  | -                  | -           | -           | -           | 7      | 0      |
| 2001-2002                | Barnsley                 | FD                       | 1          | 0          | FACup+CdL       | 0               | 0               | -                  | -                  | -                  | -           | -           | -           | 10     | 0      |
| 2002-2003                | Barnsley                 | SD                       | 16         | 0          | FACup+CdL       | 0               | 0               | -                  | -                  | -                  | FLT         | 1           | 0           | 17     | 0      |
| 2003-2004                | Barnsley                 | SD                       | 43         | 3          | FACup+CdL       | 5+1             | 1+0             | -                  | -                  | -                  | FLT         | 2           | 0           | 51     | 4      |
| 2004-2005                | Barnsley                 | FL1                      | 39         | 6          | FACup+CdL       | 1+2             | 0               | -                  | -                  | -                  | FLT         | 1           | 0           | 43     | 6      |
| 2005-2006                | Barnsley                 | FL1                      | 36+3       | 1          | FACup+CdL       | 3+2             | 0               | -                  | -                  | -                  | FLT         | 1           | 0           | 45     | 1      |
| 2006-2007                | Barnsley                 | FLC                      | 32         | 1          | FACup+CdL       | 0+1             | 0               | -                  | -                  | -                  | -           | -           | -           | 33     | 1      |
| Totale Barnsley          | Totale Barnsley          | Totale Barnsley          | 174+3      | 11         |                 | 15              | 1               |                    | -                  | -                  |             | 5           | 0           | 197    | 12     |
| 2007-2008                | Tranmere                 | FL1                      | 38         | 6          | FACup+CdL       | 4+0             | 1               | -                  | -                  | -                  | FLT         | 1           | 0           | 43     | 7      |
| 2008-2009                | Tranmere                 | FL1                      | 44         | 11         | FACup+CdL       | 4+1             | 1+0             | -                  | -                  | -                  | FLT         | 4           | 0           | 53     | 12     |
| Totale Tranmere          | Totale Tranmere          | Totale Tranmere          | 82         | 17         |                 | 9               | 2               |                    | -                  | -                  |             | 5           | 0           | 96     | 19     |
| 2009-2010                | Huddersfield Town        | FL1                      | 40+2       | 6          | FACup+CdL       | 3+2             | 0               | -                  | -                  | -                  | FLT         | 1           | 0           | 48     | 6      |
| 2010-2011                | Huddersfield Town        | FL1                      | 27+3       | 3+1        | FACup+CdL       | 4+1             | 1+0             | -                  | -                  | -                  | FLT         | 5           | 0           | 40     | 5      |
| 2011-2012                | Huddersfield Town        | FL1                      | 28         | 1          | FACup+CdL       | 1+0             | 0               | -                  | -                  | -                  | FLT         | 2           | 0           | 31     | 1      |
| Totale Huddersfield Town | Totale Huddersfield Town | Totale Huddersfield Town | 95+5       | 10+1       |                 | 11              | 1               |                    | -                  | -                  |             | 8           | 0           | 119    | 12     |
| 2012-2013                | MK Dons                  | FL1                      | 33         | 1          | FACup+CdL       | 6+2             | 0               | -                  | -                  | -                  | FLT         | 1           | 0           | 42     | 1      |
| 2013-2014                | MK Dons                  | FL1                      | 30         | 2          | FACup+CdL       | 2+1             | 0               | -                  | -                  | -                  | FLT         | 1           | 0           | 34     | 2      |
| 2014-2015                | MK Dons                  | FL1                      | 45         | 1          | FACup+CdL       | 1+3             | 0               | -                  | -                  | -                  | FLT         | 0           | 0           | 49     | 1      |
| 2015-2016                | MK Dons                  | FLC                      | 34         | 2          | FACup+CdL       | 1+1             | 0               | -                  | -                  | -                  | -           | -           | -           | 36     | 2      |
| Totale MK Dons           | Totale MK Dons           | Totale MK Dons           | 142        | 6          |                 | 17              | 0               |                    | -                  | -                  |             | 2           | 0           | 161    | 6      |
| 2016-2017                | Bury                     | FL1                      | 42         | 0          | FACup+CdL       | 2+1             | 0               | -                  | -                  | -                  | FLT         | 2           | 1           | 47     | 1      |
| 2017-2018                | Port Vale                | FL2                      | 27         | 1          | FACup+CdL       | 3+1             | 1+0             | -                  | -                  | -                  | FLT         | 0           | 0           | 31     | 2      |
| Totale carriera          | Totale carriera          | Totale carriera          | 570        | 46         |                 | 59              | 5               |                    | -                  | -                  |             | 22          | 1           | 651    | 52     |

## Palmarès

### Club

#### Competizioni nazionali
- Coppa di Lega gallese: 1

Bala Town: 2022-2023